# Skins.Cash
Skins.Cash (operada bajo SuntechSoft Corp Limited) es una plataforma global que se especializa en servicios de videojuegos, incluyendo el trading de activos digitales y software. Su fundador es Volodymyr Panchenko. Su sede central se encuentra en Gibraltar. Actualmente, en 2025, la plataforma cuenta con 4,7 millones de usuarios.

## Historia
SuntechSoft se fundó en 2008 por Volodymyr Panchenko y comenzó como una empresa local de videojuegos que contaba con un único empleado. En 2010, la empresa había crecido hasta incluir un departamento mayorista. En 2012, introdujo un sistema CRM minorista, seguido por la creación de un departamento minorista en 2014.
En 2015, la empresa lanzó sus servicios web B2C. La plataforma Skins.Cash para la venta de skins en los juegos se introdujo en mayo de 2016. En 2017, había vendido más de seis millones de copias de juegos y software relacionado y, en septiembre de 2017, el número de usuarios de Skins.Cash superó los 1,7 millones de personas.

## Actividades
Skins.Cash se centra en el trading de bienes virtuales y activos de juego. Funciona como un mercado global para la venta instantánea de skins en los juegos, lo que permite a los jugadores cobrar sus artículos virtuales. La plataforma es compatible con skins de juegos como Counter-Strike 2 (CS2), Dota 2, Rust y Team Fortress 2 (TF2).  Entre sus otros productos se incluyen Skins.Pay (permite a los usuarios comprar artículos digitales utilizando skins) y Skins.Key (permite a los organizadores de torneos distribuir skins mediante códigos sencillos). La plataforma admite una amplia gama de métodos de pago, como Visa, MasterCard, transferencias bancarias, PayPal, Payoneer, Skrill, Bitcoin, Litecoin, Tron y Ethereum. Cada método tiene un importe mínimo de pago y un tiempo de procesamiento que vienen determinados por los procesadores de pagos.
Los principales mercados de la empresa incluyen Polonia, Reino Unido, Estados Unidos, Alemania y Brasil. La empresa distribuye a los mercados de Alemania, Estados Unidos y China. 
Desde julio de 2015, el director de la empresa es Vsevolod Korneev. La directora general de Skins.Cash es Oleksandra Pariy, nombrada en 2023.
De 2008 a 2022, Skins.Cash operaba desde su oficina en Kiev, Ucrania. Desde 2022, ha pasado a ser una empresa remota. La empresa tiene su sede en Gibraltar y cuenta con unos 50 empleados.

## Premios y calificaciones
Skins.Cash tiene una valoración de 4,2 en Trustpilot.